# Hundred Mile High City
"Hundred Mile High City" es una canción hecha por la banda de rock, Ocean Colour Scene, elegida como el primer sencillo del tercer álbum, Marchin' Already (1997). La canción fue lanzada en 1997 y alcanzó el cuarto puesto en la UK Singles Chart, convirtiéndose en el lanzamiento más exitoso como sencillo en la UK Singles Chart y su segundo que más duró en las listas, estando en el top 75 por siete semanas. Fue además su primer sencillo en entrar en los charts de Irlanda y Países Bajos, alcanzando las posiciones 15 y 98, respectivamente.

## Canciones en el sencillo
UK CD single
1. "Hundred Mile High City"
2. "The Face Smiles Back Easily"
3. "Falling to the Floor"
4. "Hello Monday"

UK 7-inch y single en casete
A. "Hundred Mile High City"
B. "The Face Smiles Back Easily"
CD single europeo
1. "Hundred Mile High City"
2. "Hello Monday"

CD single japonés
1. "Hundred Mile High City"
2. "Travellers Tune"
3. "Falling to the Floor"
4. "Hello Monday"

## Personal
El equipo que participó en la realización de fue sustraido del sencillo Marchin' Already.
- Ocean Colour Scene – Escritura de la letra, producción, grabación, mezcla de sonido, ingenieros de sonido
  - Simon Fowler – Voz, guitarra
  - Steve Cradock – Guitarra, piano
  - Damon Minchella – Bajo
  - Oscar Harrison – Batería
- Brendan Lynch – Producción, grabación, Mezcla de sonido, Ingeniero de sonido
- Martyn "Max" Heyes – producción, Ingeniero de sonido

## Listas

### Lista semanal
| Listas (1997)                          | Posición máxima en listas |
| -------------------------------------- | ------------------------- |
| Irlanda (IRMA)                         | 15                        |
| Países Bajos (Mega Single Top 100)     | 98                        |
| Escocia (Scottish Singles Sales Chart) | 3                         |
| Reino Unido (UK Singles Chart)         | 4                         |

### Listas de final de año
| Chart (1997)     | Position |
| ---------------- | -------- |
| UK Singles (OCC) | 118      |

## En la cultura popular
"Hundred Mile High City" fue usado como tema de la película Lock, Stock and Two Smoking Barrels y el juego Three Lions.